# Okasian
Kim Ji-yong (hangeul : 김지용; né le 11 mars 1987), mieux connu par son nom de scène Okasian (hangeul : 오케이션), est un rappeur et chanteur sud-coréen. Il sort son premier album Boarding Procedures le 6 décembre 2012. En mai 2017, Okasian joint le sous-label de YG Entertainment, The Black Label.

## Discographie

### Albums studio
| Titre               | Date de sortie  | Label                   | Formats            | Meilleure position | Ventes |
| Titre               | Date de sortie  | Label                   | Formats            | COR                | Ventes |
| ------------------- | --------------- | ----------------------- | ------------------ | ------------------ | ------ |
| Boarding Procedures | 6 décembre 2012 | Hi-Lite Records, CJ E&M | CD, téléchargement | —                  | NC     |

### Singles
| Titre                                                                                         | Année                        | Meilleure position           | Album                        |                              |
| Titre                                                                                         | Année                        | COR                          | Album                        |                              |
| En tant qu'artiste principal                                                                  | En tant qu'artiste principal | En tant qu'artiste principal | En tant qu'artiste principal | En tant qu'artiste principal |
| --------------------------------------------------------------------------------------------- | ---------------------------- | ---------------------------- | ---------------------------- | ---------------------------- |
| "I'll Show You" (보여줄게)                                                                    | 2011                         | —                            | Non-album singles            |                              |
| "To All The Hip Hop Kids" (투올더좆밥키즈)                                                    | 2011                         | —                            | Non-album singles            |                              |
| "You're The One" feat. Evo                                                                    | 2011                         | —                            | Non-album singles            |                              |
| "Reddy on Any Okasian" feat. Reddy                                                            | 2012                         | —                            | Non-album singles            |                              |
| "All In" feat. B-Free                                                                         | 2012                         | —                            | Boarding Procedures          |                              |
| "Good Night"                                                                                  | 2012                         | —                            | Boarding Procedures          |                              |
| "On My Way" (가는길이야) feat. Kid Ash                                                        | 2012                         | —                            | Boarding Procedures          |                              |
| "Can't Stop" (막지못해)                                                                       | 2012                         | —                            | Boarding Procedures          |                              |
| "Spread the Word" (소문내)                                                                    | 2012                         | —                            | Boarding Procedures          |                              |
| "Pshh"                                                                                        | 2013                         | —                            | Non-album singles            |                              |
| "Damn Thing Funny" feat. Paloalto                                                             | 2014                         | —                            | Non-album singles            |                              |
| "Fashionably Late"                                                                            | 2014                         | —                            | Non-album singles            |                              |
| "Genius"                                                                                      | 2014                         | —                            | Non-album singles            |                              |
| "No Flex Zone Remix" feat. Play$tar                                                           | 2014                         | —                            | Non-album singles            |                              |
| "Get That Money"                                                                              | 2014                         | —                            | Non-album singles            |                              |
| "₩1,000,000" (백만원) feat. G-Dragon, BewhY et CL                                             | 2016                         | —                            | Non-album singles            |                              |
| Collaborations                                                                                |                              |                              |                              |                              |
| "Stay Dreamin'" avec Hwaji & Reddy                                                            | 2012                         | —                            | Non-album singles            |                              |
| "Trouble On My Mind" (문제가 많아) avec Hwaji & Reddy                                         | 2012                         | —                            | Non-album singles            |                              |
| "So Many Girls Remix" avec Reddy, Kid Ash & Korlio                                            | 2013                         | —                            | Non-album singles            |                              |
| "Survive" (살아남아) avec Paloalto & B-Free                                                   | 2013                         | —                            | Non-album singles            |                              |
| "What We Do II" avec Evo, Huckleberry P, Paloalto, Reddy, B-Free & Soul One                   | 2013                         | —                            | Non-album singles            |                              |
| "Cavity" (충치) avec B-Free, Paloalto & Reddy                                                 | 2013                         | —                            | Non-album singles            |                              |
| "Intro" avec Reddy & Kid Ash                                                                  | 2013                         | —                            | Non-album singles            |                              |
| "Helium" avec Kid Ash                                                                         | 2013                         | —                            | Non-album singles            |                              |
| "Time" avec Reddy & Kid Ash                                                                   | 2014                         | —                            | Non-album singles            |                              |
| "Save Time" avec Kohh                                                                         | 2016                         | —                            | Non-album singles            |                              |
| En featuring                                                                                  |                              |                              |                              |                              |
| "Don't Do This" (이러지마) Paloalto & Soul One feat. Okasian                                  | 2011                         | —                            | Non-album singles            |                              |
| "What We Do" Soul Fish feat. Okasian, GLV, Paloalto, B-Free, Huckleberry P & Evo              | 2012                         | —                            | Non-album singles            |                              |
| "Could've Had It All" Paloalto & Evo feat. Okasian & Soul One                                 | 2012                         | —                            | Non-album singles            |                              |
| "Paranormal Raptivity" Dok2 feat. Okasian & B-Free                                            | 2012                         | —                            | Non-album singles            |                              |
| "My Team" B-Free feat. Reddy, Okasian, Huckleberry P, Paloalto & Keith Ape                    | 2014                         | —                            | Non-album singles            |                              |
| "Babe I Cried For No Reason" (내가왜돈때문에울어야하나요) Futuristic Swaver feat. Okasian     | 2014                         | —                            | Non-album singles            |                              |
| "It G Ma" (잊지마) Keith Ape feat. JayAllDay, Lotta, Okasian & Kohh                           | 2015                         | —                            | Non-album singles            |                              |
| "Unity" (화합) Don Mills feat. C Jamm & Okasian                                               | 2015                         | —                            | Non-album singles            |                              |
| "Underwater Rebels" Ken Rebel feat. Keith Ape, Okasian & JayAllDay                            | 2015                         | —                            | Non-album singles            |                              |
| "Domies" (도우미) Dumbfoundead feat. Keith Ape & Okasian                                      | 2015                         | —                            | Non-album singles            |                              |
| "Turtle Ship Remix" (거북선 Remix) Paloalto feat. G2, B-Free, Okasian & Zico                  | 2015                         | 23                           | Non-album singles            |                              |
| "You Know" (뻔하잖아) Jay Park feat. Okasian                                                  | 2015                         | 44                           | Non-album singles            |                              |
| "Shikgoo" (식구) G2 feat. B-Free, Okasian, Reddy, Huckleberry P, Paloalto, Sway D & DJ Djanga | 2015                         | —                            | Non-album singles            |                              |
| "Blue Jeans" (청바지) Ka$hh feat. Okasian & Bryan Chase                                       | 2016                         |                              | Non-album singles            |                              |
| "Yamaha" (야마하) Masta Wu feat. Red Roc & Okasian                                            | 2016                         | —                            | Non-album singles            |                              |
| "—" signifie que le morceau ne s'est pas classé.                                              |                              |                              |                              |                              |

## Récompenses et nominations
| Année | Cérémonie             | Catégorie               | Travail nommé                             | Résultat   | Réf. |
| ----- | --------------------- | ----------------------- | ----------------------------------------- | ---------- | ---- |
| 2017  | Korean Hip-Hop Awards | Meilleure collaboration | "₩ 1,000,000" feat. G-Dragon, BewhY et CL | Nomination | ,    |